# المخاليب

تعديل مصدري - تعديل

المخاليب هي إحدى حارات حي ظلمة بمدينة ظلمة أحد مدن محافظة إب، بلغ تعداد سكانها 138 نسمة حسب تعداد اليمن لعام 2004.